# 斯潘塞鎮區 (密蘇里州羅爾斯縣)
斯潘塞鎮區（英語：Spencer Township）是位於美國密蘇里州羅爾斯縣的一個行政鎮區。

## 地方資料
斯潘塞鎮區的面積為182.27平方千米，當中陸地面積為180.05平方千米，而水域面積為2.22平方千米。根據2020年美國人口普查的數據，當地共有人口1911人，而人口密度為每平方千米10.48人。